# Nicéphore Paléologue
Nicéphore Paléologue (en grec : Νικηφόρος Παλαιολόγος), mort le 18 octobre 1081 est un général byzantin du XIe siècle.

## Biographie
Nicéphore est le premier membre connu de la famille Paléologue, la dernière dynastie à gouverner l'empire de 1259 à 1453. Nicéphore a deux fils : Georges et Nicolas. Georges devient lui aussi un général et est l'un des principaux soutiens de l'empereur Alexis Ier Comnène. C'est de Georges et de son arrière-petit-fils Andronic Paléologue que descend la dynastie Paléologue. 
Nicéphore apparaît dans les sources pour la première fois au cours du règne de Romain IV Diogène (1068-1071). Alors partisan des Doukas, il est hostile à Romain et fait partie d'un groupe d'opposants avec le césar Jean Doukas et Michel Psellos. Après la chute de Romain causée par la défaite désastreuse de Mantzikert, Nicéphore est envoyé à l'est combattre le mercenaire normand Roussel de Bailleul qui s'est dressé contre l'autorité impériale. Nicéphore rassemble une armée de 6 000 hommes en Géorgie avant d'aller affronter Roussel. Toutefois, ses troupes géorgiennes font défection et Nicéphore est vaincu. En 1077, les sources le mentionnent comme doux de Mésopotamie. Bien que loyal à la dynastie Doukas et à l'empereur Michel VII Doukas, il permet à son fils Georges de rejoindre les rangs des rebelles dirigés par Nicéphore Botaniatès,.
En 1081, il reste loyal à Botaniatès lors de la rébellion des Comnènes, en dépit du soutien de son fils Georges et de la famille Doukas à la cause des Comnènes. Selon l'Alexiade écrite par Anne Comnène, Nicéphore rencontre son fils au moment de l'entrée des forces des Comnènes dans Constantinople le 1er avril 1081. Basile Skoulatos décrit cette scène comme l'une des « plus passionnées » du genre. Malgré cela, Nicéphore tente d'inciter Botaniatès à résister, le pressant de lui donner le commandement de la garde varangienne et d'essayer de défendre le Palais impérial, sans succès. Il essaie ensuite de se poser en médiateur et propose qu'Alexis soit adopté par Botaniatès et assume de facto l'autorité impériale pendant que Nicéphore Botaniatès garderait la dignité honorifique d'empereur. Néanmoins, sur l'insistance du césar Jean Doukas, les Comnènes rejettent cette proposition et Nicéphore Botaniatès finit par abdiquer.
Nicéphore reconnaît Alexis comme nouvel empereur et l'accompagne la même année dans sa campagne contre les Normands dirigés par Robert Guiscard. Il combat et meurt lors de la bataille de Dyrrachium le 18 octobre 1081.